# SG Arheilgen
SG Arheilgen is een Duitse voetbalclub uit Arheilgen, een stadsdeel van Darmstadt, Hessen. De club is actief in onder andere voetbal, handbal, cyclobal, tennis, tafeltennis, worstelen, triathlon, verscheidene disciplines in atletiek en klassiek turnen. 

## Geschiedenis
De club ontstond in 1939 SV 1876 Arheilgen door een fusie als  tussen SpVgg 04 Arheilgen en Turnverein 1876 Arheilgen. 
Na de oorlog werd de club heropgericht als SG 1876 Arheilgen. In 1954 verlieten een aantal leden de club om FC 04 Arheilgen op te richten, wat later 1. FCA Darmstadt werd. 
Na een aantal jaar in de Amateurliga (derde klasse) speelde de club in 1950/51 in de tweede klasse. Intussen is de club weggegleden naar de laagste reeksen. 